# Tribunal de Execução de Penas de Coimbra
O Tribunal de Execução de Penas de Coimbra é um tribunal português especializado, sediado em Coimbra, com competência para a apreciação jurisdicional da execução das penas criminais. Tem jurisdição territorial sobre as comarcas de Castelo Branco, Coimbra, Guarda, Leiria (com exceção do Estabelecimento Prisional das Caldas da Rainha) e Viseu.